# Berosus
Berosus is een geslacht van kevers dat behoort tot de familie van de spinnende waterkevers (Hydrophilidae).
William Elford Leach richtte het geslacht op in 1817, met als eerste soort Berosus luridus, de tweekleurige waterkever, door Carl Linnaeus oorspronkelijk Dytiscus luridus genoemd.
Berosus is het grootste geslacht van spinnende waterkevers, met meer dan 270 soorten. Het geslacht is vrijwel kosmopolitisch. De kevers hebben een typisch "gebocheld" profiel en zijn over het algemeen goede zwemmers. In België en Nederland zijn volgende soorten waargenomen:
- Berosus affinis
- Berosus fulvus
- Berosus hispanicus
- Berosus luridus (tweekleurige waterkever)
- Berosus signaticollis
- Berosus spinosus